# قاو روي
قاو روي (بالصينية: 高睿) هو لاعب شطرنج صيني، ولد في 4 يوليو 1992 في تشينغداو في الصين.

## وصلات خارجية
- قاو روي على موقع الاتحاد الدولي للشطرنج (الإنجليزية)
- قاو روي على موقع مباريات الشطرنج (الإنجليزية)
- قاو روي على موقع 365Chess.com (الإنجليزية)
- قاو روي على موقع Chesstempo.com (الإنجليزية)
- قاو روي على موقع الاتحاد الأمريكي للشطرنج (الإنجليزية)